# Gullan Artelius
Gurli "Gullan" Artelius, tidigare Rudevall, född 13 april 1897 i Asby församling i Östergötlands län, död 24 oktober 1991 i Engelbrekts församling i Stockholms län, var en svensk konstnär.

## Biografi
Gullan Artelius var dotter till kyrkoherden Adolf Viktor Rudevall och Hulda Fredrika Wallström, och från 1927 gift med Helge Artelius.
Artelius studerade konst vid Althins målarskola 1918–1920 och Konstakademin 1920–1926 i Stockholm samt under resor till Frankrike och Italien. Hon medverkade i Sveriges allmänna konstförenings utställningar samt ett flertal gånger med Östgöta konstförenings samlingsutställningar. Hennes konst består av målningar i olja eller tempera samt figurmålningar och illustrationer för ett flertal tidskrifter och bokomslag.
Makarna Artelius är begravda på Norra begravningsplatsen utanför Stockholm.